# Kamil Ciok
Kamil Ciok (ur. 1 września 1986) – polski piłkarz ręczny grający na pozycji rozgrywającego. Aktualnie zawodnik KPR-u Legionowo.

## Przebieg kariery
Rozpoczął swoją seniorską karierę w drużynie Warszawianki, w której grał do 2009 roku. W ostatnim sezonie gry w zespole z Warszawy tj. sezon 2008/2009, zajął z drużyną III miejsce w I lidze, ustępując jedynie Śląskowi Wrocław oraz awansującej wówczas do PGNiG Superligi Nielbie Wągrowiec. Po zakończeniu tego sezonu, przeniósł się do zespołu z Wągrowca, jednocześnie zaczynając grę na najwyższym poziomie rozgrywek w Polsce. W swoim pierwszym sezonie w Superlidze, Ciok rzucił łącznie 41 bramek (w 25 meczach), czym pomógł Nielbie osiągnąć 7. miejsce w ligowej hierarchii. Rok później, w sezonie 2010/2011, zajął z tym klubem 10. miejsce w ekstraklasie, a sam zawodnik zdobył 27 bramek w 26 grach. Przed rozpoczęciem rozgrywek w sezonie 2011/2012, szczypiornista przeniósł się do KPR-u Legionowo, grającego wówczas w II lidze piłkarzy ręcznych. Od tej pory Ciok nieprzerwanie reprezentuje barwy legionowskiego KPR-u, wywalczając w tym okresie awans do I ligi (2012) oraz dwukrotnie awans do PGNiG Superligi (2013, 2015).

## Statystyki
Statystyki od sezonu 2012/2013:
| Sezon     | Klub          | Liga            | Mecze | Bramki |
| --------- | ------------- | --------------- | ----- | ------ |
| 2012/2013 | KPR Legionowo | I liga          | 25    | 71     |
| 2013/2014 | KPR Legionowo | PGNiG Superliga | 27    | 62     |
| 2014/2015 | KPR Legionowo | I liga          | 29    | 148    |
| 2015/2016 | KPR Legionowo | PGNiG Superliga | 26    | 74     |
| 2016/2017 | KPR Legionowo | PGNiG Superliga | 29    | 63     |
| 2017/2018 | KPR Legionowo | PGNiG Superliga | 29    | 95     |
| 2018/2019 | KPR Legionowo | I liga          | 21    | 81     |
| 2019/2020 | KPR Legionowo | I liga          | 14    | 101    |